# Base Aérea Ali Al Salem
La Base Aérea Ali Al Salem  (en árabe: قاعدة علي السالم الجوية)  (ICAO: OKAS) es una base aérea militar situada en Kuwait, a aproximadamente 23 millas de la frontera iraquí. El campo de aviación es propiedad del Gobierno de Kuwait, y durante la Operación Southern Watch y la Operación Telic/Operación Libertad Iraquí fue sede del personal y aeronaves de la Real Fuerza Aérea británica (RAF), la Fuerza Aérea de Estados Unidos (USAF ) y del Cuerpo de Marines de Estados Unidos (USMC ). Después de esas operaciones, la base ha sido devuelta al control del Gobierno de Kuwait, con la USAF  manteniendo una presencia junto a sus homólogos de la Fuerza Aérea de Kuwait. La unidad principal de la USAF en la base es la 386 Ala Aérea Expedicionaria (386 AEW).